# Nuits-Saint-Georges
Nuits-Saint-Georges je naselje in občina v francoskem departmaju Côte-d'Or regije Burgundije. Leta 2008 je naselje imelo 5.516 prebivalcev.

## Geografija
Kraj leži v pokrajini Burgundiji ob reki Meuzin, 23 km južno od središča Dijona.

## Uprava
Nuits-Saint-Georges je sedež istoimenskega kantona, v katerega so poleg njegove vključene še občine Agencourt, Arcenant, Argilly, Boncourt-le-Bois, Chaux, Comblanchien, Corgoloin, Flagey-Echézeaux, Fussey, Gerland, Gilly-lès-Cîteaux, Magny-lès-Villers, Marey-lès-Fussey, Meuilley, Premeaux-Prissey, Quincey, Saint-Bernard, Saint-Nicolas-lès-Cîteaux, Villars-Fontaine, Villebichot, Villers-la-Faye, Villy-le-Moutier, Vosne-Romanée in Vougeot s 14.382 prebivalci.
Kanton je sestavni del okrožja Beaune.

## Zanimivosti
- romanska cerkev sv. Simforijana iz 13. stoletja;
- galo-rimsko najdišče Les Bolards,
- vinogradniško področje côte de Nuits, proizvodnja istoimenskega vina s kontroliranim poreklom.

## Osebnosti
- Louis Joseph André, francoski general, minister za vojno (1838-1913);

## Pobratena mesta
- Avanos (Anatolija, Turčija),
- Bingen (Baden-Württemberg, Nemčija),
- Hitchin (Anglija, Združeno kraljestvo,
- Ichinomiya (Honšu, Japonska).